# Bath (hrabstwo Steuben)
Bath – wieś w Stanach Zjednoczonych, w stanie Nowy Jork, w hrabstwie Steuben.